# Power FM
Радио Power FM е българска регионална радиостанция, която покрива региона на Бургас на честота 91.1 MHz и региона на Царево на честота 88.0 MHz, като по този начин е единствената регионална радиостанция, която покрива Южното Черноморие от Елените до Резово. Радио Power FM излъчва новини и трафик за региона, както и музика от 90-те до днес. Девиза на радиото е Хитове и ретро.

## История
Радио Power FM започва да излъчва на 21 април 2011 година на честотите на радио Браво за град Бургас и град Царево.
През септември 2016 година радио Power FM стартира самостоятелна местна програма за Царево, от новоизградено за целта локално студио.
Антената за град Бургас се намира на РПЦ „Дева Бродкаст“ – връх Чиплака, а тази за град Царево се намира на РРС Папия.
Студиото в Бургас се намира на бул. „Алеко Богориди“ № 16, а в Царево на брега на морето срещу пристанището.